# Имсовац
Имсовац је насељено место у општини Кончаница, у западној Славонији, Република Хрватска.

## Историја
До територијалне реорганизације у Хрватској насеље се налазило у саставу бивше велике општине Дарувар.

## Становништво
На попису становништва 2011. године, Имсовац је имао 200 становника.
По попису из 2001. године село је имало 263 становника.
| Националност       | 1991.        | 1981.        | 1971.        | 1961.        |
| Срби               | 230 (74,43%) | 263 (69,21%) | 347 (69,81%) | 434 (65,16%) |
| Хрвати             | 7 (2,26%)    | 10 (2,63%)   | 23 (4,62%)   | 30 (4,50%)   |
| Југословени        | 14 (4,53%)   | 44 (11,57%)  | 0            | 0            |
| остали и непознато | 58 (18,77%)  | 63 (16,57%)  | 127 (25,55%) | 202 (30,33%) |
| Укупно             | 309          | 380          | 497          | 666          |

- напомене:

До 1900. исказивано под именом Имсово Село, а од 1910. до 1971. под именом Имсовци.

## Попис 1991.
На попису становништва 1991. године, насељено место Имсовац је имало 309 становника, следећег националног састава:
| Попис 1991.‍ | Попис 1991.‍ | Попис 1991.‍ | Попис 1991.‍ | Попис 1991.‍ |
| ----------- | ----------- | ----------- | ----------- | ----------- |
|             |             |             |             |             |
| Срби        | Срби        |             | 230         | 74,43%      |
| Мађари      | Мађари      |             | 46          | 14,88%      |
| Југословени | Југословени |             | 14          | 4,53%       |
| Хрвати      | Хрвати      |             | 7           | 2,26%       |
| Чеси        | Чеси        |             | 4           | 1,29%       |
| непознато   | непознато   |             | 8           | 2,58%       |
| укупно: 309 |             |             |             |             |